# Alexander H. Bullock
Alexander Hamilton Bullock (2 de Março de 1816 – 17 de Janeiro de 1882) foi um advogado, político e empresário americano de Massachusetts. Primeiro sendo do Partido Whig e depois do Partido Republicano, exerceu três mandatos (1866-1869) como o 26º Governador de Massachusetts. Opôs-se ativamente à expansão da escravidão antes da Guerra Civil Americana, desempenhando um papel importante na New England Emigrant Aid Company, fundada em 1855 para estabelecer o Território do Kansas com abolicionistas. Esteve por muitos anos envolvido no setor de seguros em Worcester, onde também exerceu um mandato como prefeito.
Bullock estudou para ser advogado e casou-se com a rica família Hazard de fabricantes de armas, tornando-se um dos homens mais ricos do estado. Exerceu na legislatura do estado durante a guerra e foi ativo no recrutamento para o esforço militar. Defendia a temperança e a expansão das ferrovias no estado.

## Primeiros anos
Alexander Hamilton Bullock nasceu no dia 2 de Março de 1816, em Royalston, Massachusetts, filho de Sarah (Davis) e Rufus Bullock. Seu pai era um comerciante e fazendeiro que também possuía uma pequena fábrica e atuava na política local. Frequentou as escolas locais antes de ir para a Leicester Academy. Bullock formou-se na Amherst College em 1836 e na Harvard Law School em 1840. Foi então aceito na Ordem de Massachusetts e ingressou na advocacia de Emory Washburn em Worcester. No entanto, afastou-se da lei, envolvendo-se no setor de seguros como corretor. Posteriormente juntou-se à State Mutual Life Assurance Company, que tinha John Davis como seu primeiro presidente.
Em 1842, Bullock decidiu atuar no serviço político e público. Exerceu como assistente militar de John Davis, que era governador de Massachusetts naquele ano, após o qual era frequentemente chamado de "Coronel Bullock". Nesse ano, também tornou-se editor do National Aegis, um jornal Whig com quem permaneceria associado por muitos anos.
Em 1844, Bullock casou-se com Elvira Hazard, filha de Augustus George Hazard, de Enfield, Connecticut; tiveram três filhos, incluindo a exploradora Fanny Bullock Workman. O pai de Elvira era dono de uma grande fábrica de munições e, após sua morte em 1868, os Bullocks herdaram uma fortuna significativa, tornando-se uma das famílias mais ricas do estado.

## Legislatura de Massachusetts
Bullock foi eleito pela primeira vez para a Câmara dos Representantes de Massachusetts sendo do Partido Whig em 1844, exercendo até 1848; por dois anos, foi presidente do Comitê Judiciário. Em 1849, exerceu no Senado de Massachusetts. Em 1854, Bullock tornou-se diretor da New England Emigrant Aid Company, criada por Eli Thayer para enviar colonos antiescravistas ao Território do Kansas depois que o Ato de Kansas-Nebraska especificou que a escravidão no território deveria ser determinada pela soberania popular.

## Política em Worcester
Quando Worcester foi fundada como cidade em 1848, Bullock foi eleito para exerceu na Câmara Municipal inaugural. Concorreu pela primeira vez a prefeito de Worcester em 1853, mas perdeu a eleição. Em 1859, foi eleito prefeito de Worcester, derrotando por pouco o Republicano William W. Rice. Durante seu mandato de um ano, doou seu salário de 1.000 dólares para a concessão de medalhas a estudantes reconhecidos nas escolas da cidade. A cidade autorizou a criação de uma biblioteca pública e adquiriu o terreno para sua construção. Não foi reeleito em 1860.
Bullock foi eleito membro da American Antiquarian Society de Worcester em 1855. Exerceu como presidente da Sociedade de Horticultura do Condado de Worcester de 1860 até 1863.

## Guerra Civil
Em 1861, Bullock foi novamente eleito para a legislatura do estado, exercendo até 1866. Bullock foi eleito Presidente da Câmara em Janeiro de 1862, exercendo nesse cargo até 1865, com apoio quase unânime. Era ativo no recrutamento de tropas para o Exército da União e foi assíduo na supervisão das finanças do estado durante o conflito. Apoiou as reformas trabalhistas, em particular a legislação que limita a duração do dia de trabalho, embora essa legislação não fosse promulgada no estado até 1874, quando era exigida um dia de trabalho de dez horas (embora com brechas significativas).

## Governador de Massachusetts
Bullock recebeu a indicação do Partido Republicano para governador em 1865, depois que John A. Andrew decidiu não concorrer à reeleição. Bullock derrotou o General da Guerra Civil Darius N. Couch nas eleições gerais e exerceu três mandatos consecutivos de um ano. Bullock era membro de um grupo informal de Republicanos conhecido como "Bird Club" (para seu organizador, o magnata de papel Francis W. Bird), que efetivamente controlava a organização estadual do Partido Republicano e dominava os cargos eleitos do estado na década de 1870. Durante seu mandato, melhorou as finanças do estado, reduzindo as dívidas relacionadas à guerra. Bullock era um defensor ferrenho do sufrágio feminino, embora a legislatura mais conservadora nunca promulgasse uma legislação que permitisse. Também favoreceu o apoio do estado às ferrovias, assinando projetos de lei no valor de 6 milhões de dólares para a Troy and Greenfield Railroad para a construção do Túnel Hoosac em cada um de seus mandatos. Também foi responsável pela contratação de Benjamin Latrobe, Jr. para supervisionar o trabalho nesse projeto problemático.

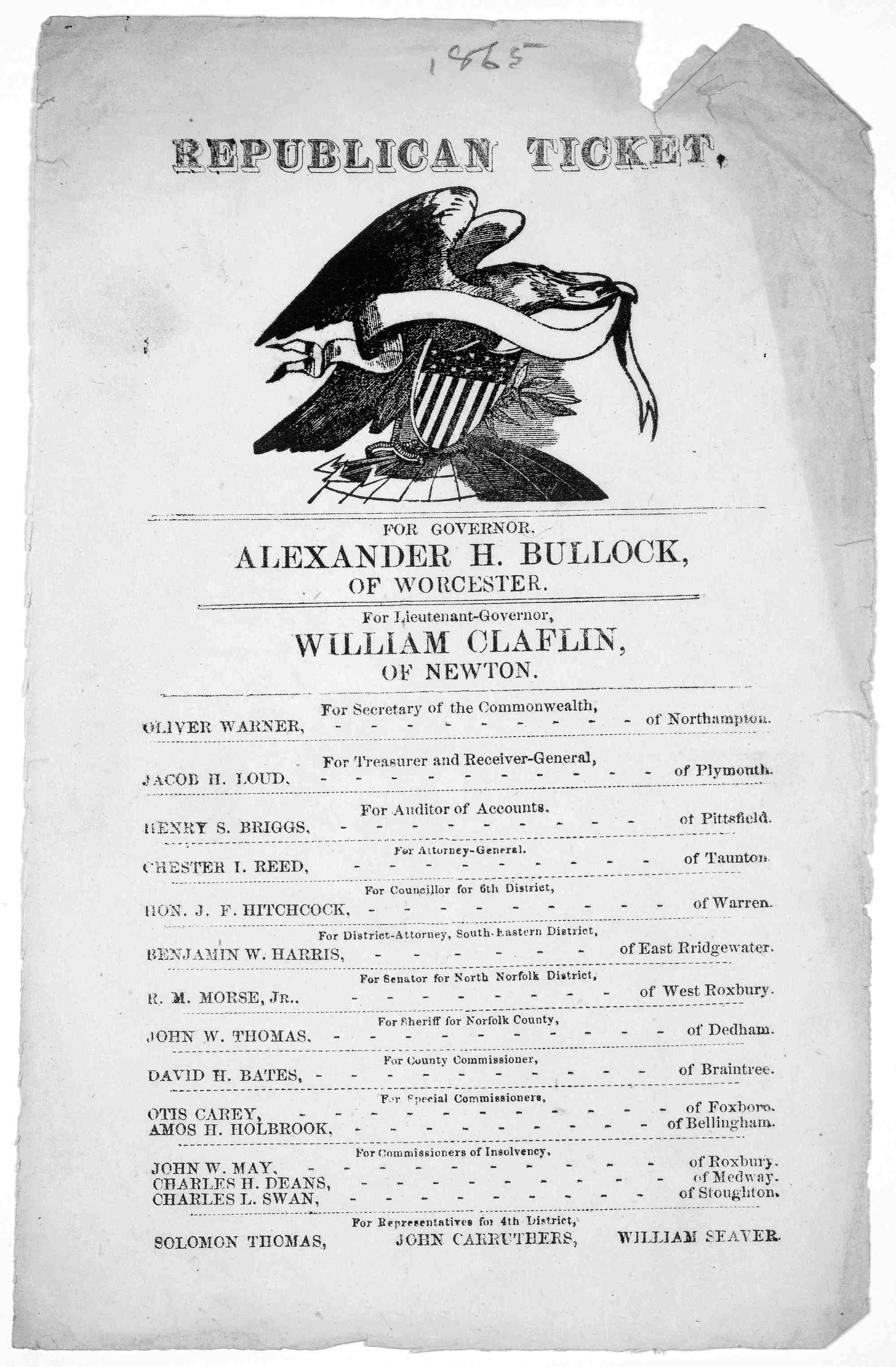
O ticket Republicano de 1865

Uma das questões mais controversas durante o mandato de Bullock foi a lei estadual da lei seca, promulgada na década de 1850, e que divergiu politicamente os Republicanos dominantes. A flexibilização das regras estritas da lei ou de sua aplicação foi debatida regularmente na legislatura. Bullock, em contraste com a abordagem liberal de Andrew antes dele, aplicou a lei seca mais estritamente do que qualquer outro governador do período. Essa política provavelmente foi responsável pelas reduções das margens da vitória em suas três eleições. Em 1868, os defensores legislativos de regras simplificadas garantiram a aprovação de uma lei que aboliu a polícia do estado, encarregada da aplicação da lei. Bullock vetou esse projeto de lei, apontando que a polícia do estado desempenha outras funções vitais. Ao mesmo tempo, foi aprovada uma lei que substituía a abolição por um esquema de licenciamento; Bullock permitiu que esse projeto tornasse-se lei sem a assinatura dele. Em 1869, uma legislatura mais conservadora restaurou o estatuto anterior da proibição.
Bullock recusou-se a concorrer à reeleição em 1868, promovendo Henry L. Dawes como seu sucessor. Opondo Dawes à indicação Republicana era George F. Loring, um pupilo de Benjamin Franklin Butler. O mentor de Bullock, Francis Bird, trabalhou nos bastidores para garantir a indicação de William Claflin, que venceu a eleição.

## Últimos anos
Depois de deixar o cargo, Bullock voltou ao negócio de seguros, onde permaneceu até o final de sua vida. Recusou ofertas repetidas de candidatura ao Congresso dos Estados Unidos e, em 1879, recusou uma oferta do Presidente Rutherford B. Hayes, para ser embaixador no Reino Unido. No início de Janeiro de 1882, foi eleito presidente da State Mutual Life Assurance Company, mas morreu repentinamente em Worcester no dia 17 de Janeiro de 1882. Foi sepultado no Rural Cemetery de Worcester.